# Ciril Kosmač
Ciril Kosmač (ur. 28 września 1910 w Slapie ob Idrijci, zm. 28 stycznia 1980 w Lublanie) – słoweński prozaik epoki przedwojennego socrealizmu, redaktor. Oprócz tekstów prozatorskich pisał artykuły o tematyce turystycznej w prasie codziennej, a także w czasopismach związanych z literaturą piękną, jak na przykład „Nov svet” czy „Naša sodobnost”. Zajmował się także tłumaczeniem literatury zagranicznej, np. z języka angielskiego i włoskiego.

## Życiorys
Urodził się w rodzinie rolniczej. Uczęszczał do szkoły podstawowej w swoim rodzinnym mieście. Następnie zapisał się do szkoły zawodowej w Goricy, które w tamtym czasie znajdowały się (wraz ze sporą częścią Przymorza) we Włoszech. Z powodu ciężkiej sytuacji rodzinnej przerwał naukę po dwóch latach. W latach 1927–1928, w Tolminie, uczęszczał prywatnie do trzeciej klasy, po której przystąpił do egzaminów maturalnych.
Już jako nastolatek działał w tajnej narodowo-rewolucyjnej organizacji młodzieży primorskiej TIGR (skrót pochodzący od pierwszych liter nazw: Trst (Triest), Istra (Istria), Gorica in Reka (Rijeka), która działała w całej Wenecji Julijskiej, za co w listopadzie roku 1929 został aresztowany przez faszystów. Odsiadywał wyroki w więzieniach w Goricy, Koprze, a także w więzieniach rzymskich Regina Coeli oraz w Trieście. Na procesie w Trieście, w roku 1930 był najmłodszym oskarżonym. Został uniewinniony. Nałożono na niego jednak dwa lata srogiego nadzoru policyjnego.
W 1931 r. uciekł przez granicę do Lublany, gdzie mieszkał przez kilka lat. Współpracował przy tworzeniu takich czasopism jak „Naš rod, „Val”, „Istra”, czy „Zvon”. Przed wojną pracował w primorskim, emigranckim czasopiśmie „Istra”, czy „Jadranski kalendar”. Pisał także w magazynach dotyczących literatury pięknej pt. „Ljubljanski zvon” oraz „Sodobnost”, „Naša sodobnost” czy „Nov svet”.
W roku 1938 wyjechał do Paryża na stypendium francuskiego ministerstwa spraw zagranicznych. Po zakończeniu czteromiesięcznego stypendium zatrudnił się w jugosłowiańskiej placówce dyplomatycznej. W maju 1940 roku Niemcy zajęli Paryż, a Kosmač uciekł do Marsylii. W roku 1942 opuścił Marsylię, a następnie przez Hiszpanię oraz Portugalię wyjechał do Londynu, gdzie pozostał do marca 1944 roku.
Z Londynu przeniósł się, przez Egipt, do włoskiego miasta Bari, gdzie w marcu 1944 r. przystąpił do jugosłowiańskich partyzantów. W kwietniu 1944 r. przeniósł się z Bari na wyzwolone terytorium regionu Bela Kraijna (Słowenia). Tam w latach 1944–1946 pracował jako urzędnik słoweńskiego sprawozdawcy.
Po zakończeniu wojny był redaktorem w tygodniku „Tovariš”. Związany był także z produkcją filmów w wytwórni filmowej Triglav w Lublanie. Ostatecznie poświęcił się jednak pisarskiej karierze.

## Twórczość
Początek twórczości Kosmača, a zarazem pierwszy okres jego tworzenia, wiązał się przede wszystkim z myślą narodowowyzwoleńczą. Zainteresowanie jakim darzył naród słoweński wyraźnie widać w artykule pt. V pričakovanju dvanajste ure (W oczekiwaniu na godzinę dwunastą) dotyczącym Srečka Kosovela.
Tematyka początkowej twórczości Kosmača dotyczy imigracji pisarzy, czy też trudności, jakie napotykał jego naród. Jego zbiory mają w większości charakter autobiograficzny, a teksty zawierają myśl narodową. Do tytułów, które takie tematy poruszają zaliczyć można na przykład krótkie formy prozatorskie: Božična noč v ječi (Wigilia w więzieniu), Potepuh Najdú (Włóczęga Najdu), V znamenju rojstva in prerojenja (Piętno urodzenia i odrodzenia), Božično pismo iz celice (Świąteczny list z komórki), Velika Nedelja (Wielka Niedziela), Hodil po zemlji sem naši (Chodziłem po naszej ziemi), Kraška simfonija (Symfonia z Krasu; bajka) i inne. Wszystkie te utwory łączy motyw narodowych represji. Narracja jest tutaj w większości przypadków pierwszoosobowa. Większość tytułów ma także znaczenie symboliczne. Swój zmysł szkolił, inspirując się dziełami Ivana Cankara, szczególnie jeśli chodzi o wspomnianą symbolikę.
Motyw prześladowań i oporu narodowego ma miejsce również w nowelach Kosmača pt. Cerkovnik Martin (Kościelny Marcin) (1933), Zločin Bernarda Tula (Zbrodnia Bernarda Tula) z 1934 r., oraz Gosenica (Gąsiennica) (1936).
Gosenica nie jest typowo narracyjna (występuje narracja pierwszoosobowa). Kosmač zrezygnował z wcześniejszych, marzycielskich motywów i scen opisujących Kras. Tytułowa Gosenica i jej zwieńczenie jest metaforą kraju, który lekceważy osobistą wolnością człowieka i godnością narodu. Akcja utworu odbywa się w rzymskim więzieniu.
Kosmač napisał również naturalistyczny i krytykujący społeczeństwo reportaż pt. Hiša št. 14 (Mieszkanie nr 14) (1934). W utworze tym przedstawił miejskich „rozbitków” w systemie faszystowskim. Przed owym reportażem napisał również nowelę Človek na zemlji (Człowiek na ziemi). W utworze tym Kosmač porusza temat ludności miejscowości Tolmin – miejsca gdzie mieszkają wszyscy ważniejsi bohaterowie i gdzie odgrywają się najważniejsze sceny jego twórczości. Nowela ta jest również dowodem na to, że Kosmač potrafił wyeksponować pewną życiową mądrość, czy pogłębić jakąś filozoficzną myśl. Po raz pierwszy zastosował tutaj skonstruowany na kształt dramatu dialog, a postacie wyróżniały się swoją indywidualnością z charakterystycznym stylem wypowiadania się.
Zbiorem nowel pt. Sreča in kruh (Szczęście i chleb) z 1946, zakończył pierwszy etap swojej twórczości. Znajdują się w nim szkice oraz nowele o następujących tytułach: Sreča (Szczęście) z 1936, Kruh (Chleb) z 1936, Gosenica (Gąsiennica) 1936, Tistega lepega dne (Tego pięknego dnia) (1938), Življenje in delo Venca Poviškaja (Życie i praca Venca Poviškaja (1937) oraz Človek na zemlji (Człowiek na ziemi) z 1935.
W noweli Sreča Kosmač w dowcipny sposób opisuje ludzką ucieczkę od szczęścia, tytułowe szczęście uosabia dziewczyna o imieniu Sreča. Zjawisko „szczęścia” pisarz przedstawił w sposób groteskowy. Na koniec utworu ukazuje również śmierć, którą autor ukazuje jako życiowy nonsens. Obecny jest opis tęsknoty oraz rozczarowania. W noweli Kruh bohaterem jest dziwak i żebrak, którego Kosmač w sposób metaforyczny określa mianem człowieka mającego doprowadzić do społecznego niepokoju („družbeni prevrat”).
W noweli Tistega lepega dne Kosmač zawarł wiele humoru, folkloru (ślub czy przysłowia), a także satyrę na temat faszystów. Stosunek do człowieka jest w pewnym stopniu szyderczy. Powtarzać się będą także pewne postacie z noweli Žvljenje in delo Venca Povškaja. Druga część noweli ukazuje tragedię „szaleńca”, którego tłamsi erotyczny instynkt, czy przekonanie, że jest jedynie „beznadziejnym” eksperymentem. Ostatecznym wyjściem z sytuacji jest śmierć. W przeciwieństwie do niektórych utworów, gdzie Kosmač wprowadza elementy oniryczne, groteskowe lub też dotyczące zaburzeń psychicznych, we wspomnianych wyżej nowelach dominuje realistyczny typ narracji.
Utwór Zlato (Złoto) (1941) ponownie ukazuje zainteresowanie autora fantastyką. Bohater tej noweli egzystuje w realnym i wyśnionym świecie jednocześnie. Fantastyka stała się ważnym elementem w powojennej prozie autora.
W powieści Pomladni dan (Wiosenny dzień), zawarł historie, które nawiązywały do jego lat dziecięcych i okresu dorastania. Pierwsza publikacja tego dzieła miała miejsce w czasopiśmie „Nov svet” (1950), druga zaś została wydana w formie książkowej w roku 1953. Powieść złożona jest z kilku historii, które łączy pierwszoosobowy narrator. Autor przedstawia tutaj motyw śmierci, ukazuje tematykę smutku, cierpienia, ale także miłosny entuzjazm.
W partyzanckiej noweli Očka Orel (Tatuś Orzeł) z roku 1949 występuje typ narracji, który zawiera elementy ludowe. Bohater miał stanowić symbol narodu. W utworze Kosmač połączył dwa fundamenty swojej twórczości, tj. symbolikę oraz fantastykę. Bohatera cechuje symboliczna – zarówno osobista, jak i narodowa siła, a także upór oraz uwielbienie wolności. Nowela Očka Orel była podstawą dla scenariusza pierwszego słoweńskiego artystycznego filmu pt. Na svoji zemlji. Scenariusz do filmu napisany został w roku 1949 przez Kosmača.
Motywy fantastyczne pojawiają się również w innych znanych nowelach Kosmača, np. w utworze pt. Balada o trobenti in oblaku wydany w roku 1956 (w polskim tłumaczeniu Marii Krukowskiej – Ballada o trąbce i obłoku) oraz w Tantadruju (polski tytuł to Tantatin, również w tłumaczeniu Marii Krukowskiej) z 1959 r.
W noweli Tantadruj Kosmač przedstawia czytelnikowi historię upośledzonego umysłowo chłopca, – Tantadruja (Tantatina). Jego największym pragnieniem jest śmierć, w której doszukuje się szczęścia. Utwór jest historią o dobroci, miłości, a szczególnie o ludzkiej wyjątkowości i tęsknocie za nieosiągalnym. W epilogu autor przedstawia swój pogląd na twórczość, która według niego może ocalić ludzkie uczucia i emocje.
Balada o trobenti in oblaku (Ballada o trąbce i obłoku) to nowela mówiąca o ludzkim cierpieniu i śmierci. Helga Glušič uważa, że jest jednym z najciekawszych i najlepszych dzieł Kosmača. [Por. Helga Glušič, Spremna beseda W: Balada o trobenti in oblaku, Mladinska knjiga v Ljubljani, 1974]. Dowodem na to może być fakt, że historia głównego bohatera została sfilmowana przez France Štiglica w roku 1961 (film posiadał taki sam tytuł jak utwór Kosmača), zaś w 1963 r. przerobiono ją na słuchowisko radiowe. Początkowo nowelę wydano w czasopiśmie „Naša sodobnost” w roku 1956, a następnie w 1957 r. Pierwszą wersję tekstu Kosmač zawdzięcza przyjacielowi France Vregowi – Miletowi, którego pisarz przedstawia jako pomysłodawcę owego dzieła. Zaś w drugiej wersji, tym razem już książkowej Kosmač wprowadził wiele poprawek. Autor ukazuje losy zwykłego, prostego człowieka, który wkracza w świat zawładnięty wojną oraz rewolucją. Nowela złożona jest z trzech części, które wyznaczają trzy różne tematy, dotyczące głównych bohaterów utworu. Tematy są ze sobą spójnie powiązane. Najważniejszą postacią wydaje się być rolnik Temnikar, który stanowi symbol uporu, dumy, spokoju, odwagi i gotowości do walki, w której ma wziąć niebawem udział. Każdy z nich przeżywa najważniejszy okres swojego życia. Dochodzi do tego jeszcze sama symbolika tytułu, związanego z trąbką, która wraz z dźwiękiem wyklepywania kosy ma oznaczać budzącą strach nadchodzącą śmierć.
Poza największymi dziełami Kosmača, do których należą Pomladni dan, Tantadruj, czy Balada o trobenti in oblaku, autor stworzył jeszcze inne utwory, będące jedynie fragmentami niewydanych i niedokończonych dzieł. Należą do nich: Prebujenje (Przebudzenie) z roku 1945, Dragičeva smrt (Śmierć Dragiča) z 1946 – będąca fragmentem niedokończonej powieści Domovina na vasi (Ojczyzna na wsi), Težka nedelja (Ciężka niedziela – 1948, jest to również fragment niedokończonej powieści, V žagi (W tartaku), 1950, Hudo je človek moj (Jest zła, człowieku) (1950), Smrt nedolžnega velikana (Śmierć niewinnego giganta) (1952r.), Pot v Tolmin (Podróż do Tolmina) (1953) oraz Beli konj (Biały koń) z 1956.
Kosmač dobrze rozumiał psychikę wszelkiego rodzaju outsiderów, cudaków, ludzi pracujących na roli i drobnomieszczan oraz wszystkich tych, którzy byli w pewien sposób „problematyczni”. Przedmiotem jego twórczości był właśnie człowiek, przyroda zaś w mniejszym stopniu. W sposobie narracji zastosował niektóre z technik obecnych u Prousta. Mimo to jego filozofia odnosząca się do rzeczywistości nie pokrywa się z filozofią Prousta. Kosmač w swoich dziełach zadawał ważne pytania dotyczące współczesnych dla niego czasów, czy związane z wolnością bohatera, losami narodu i kraju lub też takie, które mają poruszyć sumienie człowieka. W prozie Kosmača trudno znaleźć jakiekolwiek elementy sentymentalności. Pojawia się za to ironia i humor, które to elementy uniemożliwiają przedostanie się do jego opowiadań owej sentymentalności.
Kosmač przenosi charakter i zachowania ludzi z rzeczywistości w świat swoich utworów. Historie Kosmača są łatwe w odbiorze, mimo że nie są kompozycyjnie jednolite. Język w jego utworach związany jest z pięknem, jakie oferuje wartość życia, wpływają na niego także jego uczucia i wspomnienia oraz wrażliwe postrzeganie świata. Świat Kosmača zakorzeniony jest w ludowej mądrości, którą bohaterowie jego utworów akceptują i przyjmują jako ich świat.

## Przekłady utworów Kosmača w języku polskim
- Kosmač Ciril, Ballada o trąbce i obłoku, przekł. Maria Krukowska, Warszawa, Wyd. „Czytelnik”, 1974.
- Kosmač Ciril, Tantatin, przekł. Maria Krukowska, Warszawa, Wyd. „Czytelnik”, 1969.